# Танагра-сикіт рудогуза
Тана́гра-си́кіт рудогуза (Lanio fulvus) — вид горобцеподібних птахів родини саякових (Thraupidae). Мешкає в Південній Америці.

## Опис
Довжина птаха становить 17-19 см. У самців голова, крила і хвіст чорні, спина, боки і нижня частина грудей яскраво-охристо-жовті, надхвістя рудувато-коричневе, на грудях каштанова пляма. Дзьоб чорний, на кінці гачкуватий, схожий на дзьоб сорокопуда, лапи чорні. Самиці мають більш тьмяне забарвлення, тім'я у них оливково-коричневе, горло і обличчя жовтувато-сірі, спина оливково-коричнева, надхвістя, гузка, боки і покривні пера крил рудувато-коричневі, груди і живіт охристо-оливкові, крила чорнуваті, хвіст коричневий.

## Таксономія
Рудогуза танагра-сикіт був описаний французьким натуралістом Жоржем-Луї Леклерком де Бюффоном в 1780 році в праці «Histoire Naturelle des Oiseaux» за зразком з Каєнни (Французька Гвіана). Науково вид був описаний в 1783 році, коли голландський натураліст Пітер Боддерт класифікував його під назвою Trochilus largipennis у своїй праці «Planches Enluminées». Пізніше вид був переведений до роду Танагра-сикіт (Lanio), введеного французьким орнітологом Луї Жаном П'єром В'єйо у 1816 році. Рудогуза танагра-сикіт є типовим видом цього роду.

### Підвиди
Виділяють два підвиди:
- L. f. peruvianus Carriker, 1934 — крайній захід Венесуели (Апуре), Колумбія (східні передгір'я Анд і південь країни), схід Еквадору і північний схід Перу;
- L. f. fulvus (Boddaert, 1783) — схід Венесуели, Гвіана і північ Бразилії.

## Поширення і екологія
Рудогузі танагри-сикіти мешкають в Колумбії, Еквадорі, Перу, Бразилії, Венесуелі, Гаяні, Суринамі, Французькій Гвіані. Вони живуть в середньому і верхньому ярусах вологих тропічних лісів. Зустрічаються парами або невеликими зграйками, на висоті до 1300 м над рівнем моря. Часто приєднуються до змішаних зграй птахів. Живляться комахами і плодами.